# Orogeneza saamijska
Orogeneza saamijska – ruchy górotwórcze z dolnego archaiku.
Miały one miejsce ok. 3,1-2,9 mld lat temu.
Nazwa pochodzi od plemienia Saami, mieszkającego w północnej Finlandii i na Półwyspie Kolskim.
W czasie tej orogenezy powstały Saamidy, góry na Półwyspie Kolskim oraz w Norwegii.